# Hololepta
Hololepta är ett släkte av skalbaggar som beskrevs av Gustaf von Paykull 1811. Hololepta ingår i familjen stumpbaggar.

## Dottertaxa tillHololepta, i alfabetisk ordning[1][2]
- Hololepta acutipecta
- Hololepta aequalis
- Hololepta africanae
- Hololepta alligans
- Hololepta amurensis
- Hololepta andicola
- Hololepta aradiformis
- Hololepta atrovirens
- Hololepta attenuata
- Hololepta australica
- Hololepta baulnyi
- Hololepta belti
- Hololepta bidentata
- Hololepta bogotana
- Hololepta bractea
- Hololepta braziliensis
- Hololepta burgeoni
- Hololepta caffra
- Hololepta canalicollis
- Hololepta canaliculata
- Hololepta caracasica
- Hololepta cavata
- Hololepta cayennensis
- Hololepta cerdo
- Hololepta cimex
- Hololepta clauda
- Hololepta cobanensis
- Hololepta comis
- Hololepta confusa
- Hololepta cubensis
- Hololepta curta
- Hololepta depressa
- Hololepta devia
- Hololepta dilatata
- Hololepta dyak
- Hololepta elongata
- Hololepta excisa
- Hololepta feae
- Hololepta ferox
- Hololepta funebre
- Hololepta glabra
- Hololepta guidonis
- Hololepta guyanensis
- Hololepta higoniae
- Hololepta humilis
- Hololepta immarginata
- Hololepta indica
- Hololepta inermis
- Hololepta insignis
- Hololepta insularis
- Hololepta interrupta
- Hololepta intersecta
- Hololepta laevigata
- Hololepta lamina
- Hololepta lata
- Hololepta liebmanni
- Hololepta lissopyga
- Hololepta lucida
- Hololepta malariae
- Hololepta malleata
- Hololepta mastersii
- Hololepta meridiana
- Hololepta minuta
- Hololepta morator
- Hololepta nepalensis
- Hololepta nuda
- Hololepta obscura
- Hololepta obtusipes
- Hololepta optiva
- Hololepta palisoti
- Hololepta paropsis
- Hololepta patula
- Hololepta perraudieri
- Hololepta perroti
- Hololepta pervalida
- Hololepta pilipes
- Hololepta pinguis
- Hololepta placida
- Hololepta plagigera
- Hololepta plana
- Hololepta polita
- Hololepta pontavicei
- Hololepta populnea
- Hololepta punctulata
- Hololepta quadridentata
- Hololepta quadriformis
- Hololepta reichii
- Hololepta salva
- Hololepta scissoma
- Hololepta semicincta
- Hololepta sternincisa
- Hololepta striatidera
- Hololepta strigilata
- Hololepta subhumilis
- Hololepta sublucida
- Hololepta subnitida
- Hololepta sulcithorax
- Hololepta syntexis
- Hololepta truxillana
- Hololepta umbratilis
- Hololepta vagata
- Hololepta wenzeli
- Hololepta vernicis
- Hololepta vicina
- Hololepta vulpes
- Hololepta yucateca